# Grammitis melanoloma
Espèce
Grammitis melanoloma est une espèce végétale de la famille des Polypodiacées. Elle est endémique de  l'île de La Réunion, département d'outre-mer français dans le sud-ouest de l'océan Indien.